# Theo Angelópulos
Thódoros "Theo" Angelópulos (grec, Θόδωρος Αγγελόπουλος. Atenes; 27 d'abril de 1935 - 24 de gener de 2012), més conegut a l'estranger com Theo Angelópulos o Theo Angelopoulos, fou un director de cinema grec reconegut internacionalment com un dels millors del tombant de segle. Va dominar la indústria del cinema grec des de 1975 i la seva obra és una de les més influents, admirades i respectades globalment.

## Biografia
Angelópulos va estudiar Dret a Atenes fins a iniciar el servei militar, després del qual es va traslladar a França per a anar a la Universitat de París, però aviat va abandonar la institució per a ingressar a l'IDHEC.
En finalitzar els seus estudis en l'institut francès va tornar al seu país i es va dedicar al periodisme i la crítica cinematogràfica. Després d'iniciar l'anomenat "Règim dels Coronels", Angelópulos va començar la seva carrera cinematogràfica realitzant curtmetratges de caràcter polític. Finalitzada la dictadura, es va allunyar de la política i va començar a realitzar llargmetratges amb un estil caracteritzat per les seves narracions pausades i ambigües i per les seves preses llargues. La majoria de les seves pel·lícules van ser musicades per la compositora de bandes sonores Eleni Karaindrou.

## Filmografia
- Broadcast (I Ekpombi) (1968)
- Reconstruction (Anaparastasis) (1970)
- Els dies del 36 (Meres tou 36, Days of 36) (1972)
- La declamació (O Thiassos, The Travelling Players) (1975)
- Els caçadors (I Kinighi, The Huntsmen) (1977)
- (O Megalexandros,(Alexander the Great) (1980)
- Athens (Athina, epistrofi stin Akropoli) (1983)
- Viatge a Citera (Taxidi stin Kythera, Voyage to Cythera) (1984)
- El vol (O Melissokomos, The Beekeeper) (1986)
- Paisatge a la boira (Topio stin Omichli, Landscape in the Mist) (1988)
- El pas suspès de la cigonya (To Meteoro Vima tou Pelargou, The Suspended Step of the Stork) (1991)
- La mirada d'Ulisses (To Vlemma tu Odissea, To Vlemma tu Odissea) (1995)
- L'eternitat i un dia (Mia aiwniothta kai mia mera, Eternity and a Day) (1998)
- Eleni (Trilogia I: To Livadi pu dakrizi (El riu que plora), The Weeping Meadow) (2004)
- Chacun son cinéma  (2007) (va ser un dels 33 directors que hi van col·laborar)
- The Dust of Time (2009)